# 186 Celuta
186 Celuta este un asteroid din centura principală, descoperit pe 6 aprilie 1878, de Prosper Henry.